# Rejon rokicieński
Rejon rokicieński – rejon w obwodzie rówieńskim na Ukrainie.
Stolicą rejonu jest osiedle typu miejskiego Rokitno.

## Miejscowości
- Aleksandrówka (Олександрівка)
- Berezów (Березове)
- Białowiż (Біловіж)
- Bilsk (Більськ)
- Bleżowo (Блажове)
- Borowe (Борове)
- Buda (Буда)
- Budki Snowidowickie (Будки-Сновидовицькі)
- Budki Wojtkiewickie (Будки-Кам'янські)
- Chmiel (Хміль)
- Derć (Дерть)
- Drozdyń (Дроздинь)
- Dubno (Дубно)
- Glinno (Глинне)
- Grabuń (Грабунь)
- Jelno (Єльне)
- Kamień (Кам'яне)
- Karpiłówka (Карпилівка)
- Kisorycze (Кисоричі)
- Kupiel (Купель)
- Lisowe (Лісове)
- Masiewicze (Масевичі)
- Muszno (Мушні)
- Netreba (Нетреба)
- Opsycz (Обсіч)
- Ostki (Остки)
- Ośnick (Осницьк)
- Perechodzicze (Переходичі)
- Podmościszcze (Заболоття)
- Poznań (Познань)
- Rokitno (Рокитне)
- Snowidowicze (Сновидовичі)
- Stare Sioło (Старе Село)
- Rudnia Staryki (Старики)
- Tomaszgród (Томашгород)
- Wieżyce (Вежиця)
- Załawie (Залав'я)